# Apodiformes
Ordre
Traditionnellement, l'ordre des Apodiformes est divisé en 4 familles d'oiseaux, réparties en 2 sous-ordres, les Apodi et les Trochili. Leurs pattes sont courtes et elles ne permettent pas à ces oiseaux de marcher au sol, mais uniquement de se poser sur une paroi rocheuse ou de se percher (pour les Hemiprocnidae). Le nom de cet ordre dérive du grec απους (apous), qui signifie sans patte. Leur ressemblance extérieure avec les Hirondelles n'est due qu'à une évolution convergente provoquée par des modes de vie similaires.

## Liste des familles
Selon la classification de référence du Congrès ornithologique international (encore valable dans la version 6.4 de 2016) et Alan P. Peterson :
- famille Apodidae
- famille Aegothelidae
- famille Hemiprocnidae
- famille Trochilidae

Dans la classification de Sibley, les Apodiformes ont été scindés, et l'ordre des Trochiliformes a été créé avec la seule famille des Trochilidae (oiseaux-mouches). Selon Sibley, deux des trois familles restantes de la liste ci-dessus constituent donc l'ordre des Apodiformes :
- les Apodidae : martinets, salanganes (113 espèces).
- les Hemiprocnidae : martinets arboricoles ou hémiprocnés (4 espèces),

tandis que la famille des Aegothelidae, qui comprend les 10 espèces d'égothèles, a été classée à l'intérieur de l'ordre des Strigiformes. Cette classification n'est cependant pas reconnue par la plupart des taxinomistes actuels, et sur la base des plus récentes études de phylogénie moléculaire, le Congrès ornithologique international considère maintenant la famille des Aegothelidae comme faisant partie de l'ordre des Apodiformes, avec celles des Apodidae et des Hemiprocnidae.